# Большие Катраси
Больши́е Катра́си (чув. Атайкасси) — деревня в Чебоксарском районе Чувашской Республики. Административный центр Большекатрасьского сельского поселения.

## География
Находится в северной части Чувашии на расстоянии приблизительно 9 км на запад-северо-запад по прямой от районного центра поселка Кугеси.

## История
Известна с 1719 года, когда здесь проживало 182 жителя мужского пола. В 1741 году было учтено 172 мужчины, в 1795 — 42 двора, 367 жителей, 1859 — 67 дворов, 372 жителя, в 1906—107 дворов, 485 жителей, 1926—123 двора, 591 человек, в 1939—599 жителей, в 1979—581. В 2002 году было 318 дворов, 2010—348 домохозяйств. В период коллективизации был образован колхоз «Мотор», в 2010 году работали СХПК «Сад», ООО «Чебоксарская птицефабрика».

## Население
Постоянное население составляло 1026 человека (чуваши 94 %) в 2002 году, 1151 в 2010.